# Santa Bàrbara
Santa Bàrbara – gmina w Hiszpanii, w prowincji Tarragona, w Katalonii, o powierzchni 28,35 km². W 2011 roku gmina liczyła 3898 mieszkańców.